# Đoàn Việt Cường
Đoàn Việt Cường (Đồng Tháp, 1º gennaio 1985) è un calciatore vietnamita, difensore dell'Hồ Chí Minh.

## Caratteristiche tecniche
È un terzino destro.

## Carriera

### Club
Comincia a giocare al Đồng Tháp. Nel 2009 passa all'HAGL. Nel 2012 si trasferisce al Navibank Sài Gòn. Nel 2013 si accasa allo Xuân Thành Sàigòn. Nel 2014 viene acquistato dall'Hồ Chí Minh.

### Nazionale
Ha debuttato in Nazionale maggiore il 16 luglio 2007, in Vietnam-Giappone (1–4). Ha partecipato, con la Nazionale, alla Coppa d'Asia 2007. Ha collezionato in totale, con la maglia della Nazionale maggiore, 30 presenze.